# Кінець мандрівки
Кінець мандрівки (англ. Journey's End) — тринадцятий та заключний епізод четвертого сезону поновленого британського науково-фантастичного телесеріалу «Доктор Хто». Уперше транслювався на телеканалі BBC One 5 липня 2008 року. Є другим епізодом двосерійної історії-кросоверу спін-офів телесеріалів «Пригоди Сари Джейн» та «Торчвуд». Перша частина історії транслювалась 28 червня. Епізод триває 65 хвилин, що приблизно на 20 хвилин довше, аніж у стандартного епізоду четвертого сезону. В даному епізоді востаннє в телесеріалі з'являється Кетрін Тейт у ролі Донни Ноубл.
В епізоді Сара Джейн Сміт (грає Елізабет Слейден) і Марта Джонс (грає Фріма Аджимен), колишні супутники Десятого Доктора (грає Девід Теннант), намагаються протидіяти бомбі реальності, розробленій далеками, яка знищить Всесвіт у разі запуску.
Епізод було переглянуто 10,57 мільйонами глядачів у Великій Британії, він отримав 91 бал за індексом оцінки. «Кінець мандрівки» отримав змішані відгуки, яні не відповідають визнанню попереднього епізоду «Вкрадена Земля».